# محمد الحياني
محمد الحياني (1945 – 1996) هو مغني وممثل مغربي، واحد من أعمدة الأغنية المغربية الكلاسيكية، يعتبر إلى جانب عبد الهادي بلخياط وعبد الوهاب الدكالي من أهرامها، الذين تمكنوا من التربع على عرش الأغنية المغربية ما بين بداية عقد السبعينيات إلى نهاية عقد التسعينيات من القرن العشرين.

## حياته المبكرة
وُلد محمد الحياني سنة 1945 في حي دار الكارتون بمدينة الدار البيضاء، في نهاية الخمسينيات، انتقلت العائلة إلى درب بوشنتوف، فيما انتقل محمد الحياني وشقيقه مصطفى إلى حي أكدال بمدينة الرباط، حيث تربيا في كنف أختهما الكبيرة، وكانت هي من اكتشفت شغفه بالموسيقى والغناء، هذا الشغف الذي ظهر منذ طفولته ما دفعه لترك الدراسة في المرحلة الابتدائية، فساعدته شقيقته في الالتحاق بالمعهد الوطني للموسيقى والرقص، ثم تقدم إلى مباراة بقسم الموسيقى بالإذاعة الوطنية سنة 1964 وقضى سنوات ضمن كورال الجوق الوطني، وبعد تخرجه بدأ مشواره الغنائي كمغني بالإذاعة الوطنية.

## مشواره الفني

### بداياته
عاش سمحمد الحياني إلى جانب أسماء موسيقية كبيرة أمثال: عبد القادر الراشدي، أحمد البيضاوي، عبد الحميد بنبراهيم، عبد النبي الجراري، علي الحداني، حسن القدميري..
في قلب هذه البداية، قال الأستاذ علي الحداني، أحد المساهمين الأساسيين في انطلاقة الحياني وامتداداته، أنه على «امتداد السنوات التي ظهر فيها الراحل وإلى اليوم، لم تتكرر أية نسخة تشبه الحياني، المتميز بهدوئه وأخلاقه وأناقته وانتقائه المتميز الرفيع للأغاني».
أما عن اللقاء الأول، فقد تم بين الشاعر الزجال والمغني في بداية الستينيات، حين كان الحياني لا يزال عضو الكورال الوطني، وحين كان الحداني لايزال يبحث عن صوته الشعري. ومن ثم كانت الأغنية الأولى «غياب الحبيب» لتتطور العلاقة باتجاه أعمال من ألحان حسن القدميري وعبد القادر وهبي وعبد الرفيق الشنقيطي، إلى أن يتم التتويج الأول مع أغنية «بارد وسخون» وما بعدها. وهي العلاقة التي أنتجت عددا من الأغاني من بينها: «ياك الجرح برا»، «يا سيدي أنا حر»، «أنا شفت عيونك»، «وقتاش تغني يا قلبي»..
وفق هذا المسار الفني المتألق، سيسجل سنة 1968 أغنية جديدة تصدع بها الإذاعة وتحقق درجة إنصات عالية، يتعلق الأمر بأغنية «من ضي بهاك» التي لحنها عبد القادر الراشدي ونظم كلماتها الأستاذ علي الصقلي. لقد كانت هذه الأغنية نقطة تحول في المسار الناشئ للحياني..
كما عانق القصيدة في أبهى تجلياتها مع الأستاذ عبد الرفيع جواهري والموسيقار الراحل عبد السلام عامر، مع سنة 1970، بأغنية جديدة تحت اسم «راحلة».
جمع ما بين الصدق في التعبير والارتفاع بشكله الجمالي وبلاغة ايقاعه لتبليغ الرسالة الفنية على أكمل وجه ممكن.

### إحباطات
السنوات الأخيرة من المسار الفني للحياني تميزت بنوع من الإحباط بفعل الظروف والأجواء التي سادت حينها الوسط الفني لدرجة أن الراحل كان قد فكر في الاعتزال لولا الضغوطات التي مارستها عليه العائلة قصد مواصلة المشوار الفني. الذي اختتمه الحياني بالعديد من الأغاني من بينها: «دنيا» و«أنت ليا وأنا ليك» و«مستحيل» و«ايليزا» التي كان يرددها كثيرا في الأيام الأخيرة من حياته.

## بعض أغانيه
- «من بعد الغربة»
- «دموع الندم»
- «الأيام»
- «شكون فكرني»
- «مستحيل» سنة 1992
- «إنتي ليا»
- «راضي بالكية»
- «والوا باس»
- «راحلة» سنة 1970
- «بارد وسخون» سنة 1972
- «يا سيدي أنا حر»
- «من ضي بهـاك» سنة 1968
- «وقتاش تغني ياقلبي» سنة 1982
- «ياك الجرح برا»
- «غابو لحباب» سنة 1982
- «وسادة»
- «أنا شفت عيون»

## أفلامه
شارك أواخر السبعينات في بعض الأفلام السينمائية أهمها «دموع الندم» رفقة حمادي عمور وحبيبة المذكوري.

## علاقته مع الملك الحسن الثاني
شكلت العلاقة الإنسانية والفنية التي كانت تجمع الحياني بالملك الراحل الحسن الثاني محطة متميزة في حياة ذلك الفنان الإستثنائي، وفي هذا الإطار ذكرت بعض المصادر أن الملك كان معجبا بأغاني محمد الحياني لا سيما أغنية «بارد وسخون» التي رددها معه في إحدى المناسبات.

## وفاته
في بداية التسعينات بدأ محمد الحياني يشعر ببعض الألم على مستوى البطن فأُدخل إلى المستشفى لإجراء بعض الفحوصات، فتقرر له إجراء عملية جراحية تمت بنجاح، وذلك تحت الرعاية السامية للمغفور له الملك الحسن الثاني الذي كان يُكن له عطفا خاصا، وهو من أطلق عليه اسم عندليب المغرب العربي، وقد قال عنه عبد الحليم حافظ انه خير من سيخلفني، لكن القدر لم يشاء، ففي سنة 1996 بدأ يشعر مرة أخرى بالألم ولكن هذه المرة بشدة، فأمر الملك الحسن الثاني بنقله على الفور لفرنسا لإجراء عملية مستعجلة، فلم يسعفه القدر حيث أسلم الروح إلى بارئها في 23 أكتوبر 1996
وهو على فراش المرض أوصى عائلته بالاعتناء ورعاية ابنته الوحيدة حسناء.
رحل محمد الحياني وترك رصيدا فنيا كبيرا من الروائع التي لن تنسى. لتطوى صفحة من العطاء والشهرة والألم والمعاناة والموت، الذي غيب أحد رواد الأغنية المغربية في انتظار ميلاد من هو قادر على التغني بالكلمة الأصيلة واللحن العذب وترديد «وقتاش تغني يا قلبي إلى ما غنيتي اليوم، أحلى ما عندك يا قلبي قولو بين أحبابك اليوم».

## الحياني في الأعمال الفنية
تم عرض مسلسل الحياني سنة 2012 والذي كان يتكون من 4 حلقات للمخرج كمال كمال، وبطولة أمين الناجي الذي أدى دور الحياني، المسلسل كان يسرد أهم الأحداث التي طبعت حياة محمد الحياني، منذ أيام شبابه في الدار البيضاء، ثم انتقاله للعيش في منزل شقيقته في الرباط، مرورًا بالتحاقه بالإذاعة الوطنية، ثم محطاته الغنائية البارزة، وصولًا إلى وفاته سنة 1996. لكن عائلة الحياني عارضت المسلسل ورفعت دعوة قضائية ضد المخرج كمال كمال والشركة المنتجة، مبررةً ذلك بكون المسلسل ينقل صورة خاطئة عنه وعن حياته.

## طالع أيضًا
- عبد الهادي بلخياط
- عبد الوهاب الدكالي
- محمد رويشة

## وصلات خارجية
- الموقع الرسمي
- محمد الحياني على موقع قاعدة بيانات الأفلام العربية